# Неприкосновенный запас (журнал)
«Неприкоснове́нный запа́с. Деба́ты о поли́тике и культу́ре» — журнал, выпускаемый издательством «Новое литературное обозрение». Выходит шесть раз в год. Главный редактор — Ирина Прохорова. Шеф-редактор (с 2021 года) — Кирилл Кобрин.
Вместе с журналом «Новое литературное обозрение» — также печатающимся одноимённым издательством — «Неприкосновенный запас» входит в сеть европейских интеллектуальных журналов Eurozine.
ISSN 1815-7912
ISBN 5-86793-053-X

## История
Журнал, первый номер которого вышел в 1998 году, начинался как издание, специализировавшееся, прежде всего, на интеллектуальной эссеистике, посвященной острым вопросам общественно-политической и культурной жизни России и мира; со временем развернулся в сторону более строго научного подхода, не потеряв живости и насыщенности дискуссий. Уникальность журнала — в сочетании академической основательности публикаций с их доступностью для образованного читателя-неспециалиста. В этом смысле «Неприкосновенный запас» является единственным в своем роде изданием в России.
Первый номер журнала привлёк, прежде всего, внимание литературного сообщества: критик Сергей Костырко оценил его как «долгожданный», Ирина Роднянская — как «серьёзный вызов толстым литературно-художественным журналам»; с более неоднозначным отзывом выступил Андрей Немзер:

Отторжение кухонно-поэтическо-интимного контекста ведётся на его языке. Та же ирония, та же историческая осмотрительность, тот же либеральный индивидуализм. Именно семидесятнический заквас объясняет достойный пафос (апология августа 91-го в статье главного редактора), последовательную критику ленивого или истеричного «как бы оппозиционного» брюзжания, спокойное приятие современности и сдержанный оптимизм (основная тональность «НЗ»).

В 2001 году, начиная с 15-го номера, журнал был обновлён и реформирован, с расширением редакционной платформы от попытки отрефлексировать текущее состояние российской интеллигенции до всеобъемлющего подзаголовка «Дебаты о политике и культуре».
Особенность журнала — междисциплинарный подход, сводящий на его страницах размышления социологов, экономистов, политологов, философов, представителей других гуманитарных специальностей. По мнению Ильи Калинина, особое значение журнал имеет как площадка для общественной дискуссии, вовлекающей взгляды из разных сегментов гуманитарного сообщества; кроме того, при этом выступающие на страницах журнала должны искать для своих высказываний более доступный язык, выходящий за пределы узкопрофессионального жаргона. Основные темы — экономика, политика, права человека, образование, Россия глазами европейцев, Европа глазами россиян. В практике журнала — публикация коротких работ и выступлений классиков новейшей мировой гуманитарной мысли (Луи Альтюссера, Сьюзен Зонтаг, Джудит Батлер, Антуана Компаньона и др.). Каждый номер содержит обзоры книжных новинок и российских интеллектуальных журналов.

## Редакция
Главный редактор «Неприкосновенного запаса» — Ирина Прохорова, шеф-редактор (с 2021 года) — Кирилл Кобрин. Редакторы — Андрей Захаров, Антон Золотов, Игорь Кобылин. До 2021 года редакторами «НЗ» также были: Михаил Габович (шеф-редактор), Григорий Дашевский, Илья Калинин (шеф-редактор), Андрей Курилкин (шеф-редактор), Александр Носов, Лев Усыскин, Игорь Федюкин. Среди постоянных авторов, помимо ведущих авторских рубрик, — Олег Бэйда, Штефан Вейднер, Татьяна Ворожейкина, Юрий Зарецкий, Леонид Исаев, Александр Кынев, Алексей Макаркин, Ричард Маршалл, Николай Митрохин, Вадим Михайлин, Игорь Петров, Анатолий Рясов, Игорь Смирнов, Оуэн Хэзерли и другие. В «Неприкосновенном запасе» публиковались тексты Йохана Арнасона, Полины Барсковой, Светланы Бойм, Бориса Дубина, Ивана Крастева, Вячеслава Курицына, Марка Липовецкого, Резы Негарестани, Александра Пятигорского, Павла Уварова, Маккензи Уорк, Сергея Ушакина, Марка Фишера, Джеффри Хоскинга, Александра Эткинда.

## Структура
Стандартный выпуск журнала состоит из двух-трех тематических блоков, перемежаемых постоянными рубриками «Культура политики», «Политика культуры», «Архив НЗ», «Интервью НЗ», «Case Study», «Практики деполитизации», «Политическая теория», «Очерки нравов»; завершает каждый номер библиографический раздел. Издание обычно содержит авторские рубрики Александра Кустарева «Политическое воображаемое», Алексея Левинсона «Социологическая лирика»; Александра Писарева «Обзор российских интеллектуальных журналов». Помимо стандартных, редакция «Неприкосновенного запаса» один-два раза в год готовит тематические выпуски. В 2010-е годы значительный резонанс получили номера, посвященные политике и культуре памяти о блокаде Ленинграда (№ 5—6, 2019), феноменологии нефти (№ 4, 2019), столетию Октябрьской революции (№ 5—6, 2017), антропологии государственных праздников (№ 2—3, 2015), судьбам модерности в современном мире (№ 6, 2014), онтологии, социологии и политике звука (№ 6, 2020). Журнал использует практику приглашения сторонних редакторов как целых номеров, так и отдельных тематических разделов.

## Оформление
Отличительной чертой оформления журнала является использование лигатур или символов с необычным начертанием (см. пример обложки, где используется ﬆ — лигатура букв s и t латиницы; в выпусках прошлых лет использовались в том числе æ, ĝ и др.) Символ выбирается на все шесть номеров года, как и цветовая гамма (салатовая — для 2017 года, розовая — для 2016, голубая — для 2011, и т. д.),
Журнал свёрстан с широкими полями для рукописных комментариев к тексту, а в оформлении страниц также использован мотив размещения различных типографских символов и букв (&, §, @ и др.) по аналогии с обложкой — наполовину выходящими за границу листа.

## Деятельность
«Неприкосновенный запас» много лет организовывал научную конференцию «Малые Банные Чтения» (совместно с Факультетом свободных искусств и наук СПбГУ). С 2011-го по 2019 год журнал в сотрудничестве с Нижегородским центром современного искусства Арсенал реализовывал урбанистический проект «Нижний Новгород: попытка нового описания». Издательство «Новое литературное обозрение» ведет связанную с журналом книжную серию «Библиотека журнала „Неприкосновенный запас“». Редакторы серии — Татьяна Вайзер и Арсений Куманьков.